# Coelogyne albolutea
Coelogyne albolutea é uma espécie de orquídea epífita, família Orchidaceae, possivelmente originária do leste do Himalaia.